# John Joseph McGee
John Joseph McGee (* 6. August 1845 in Wexford; † 10. April 1927) war ein irisch-kanadischer Beamter. Von 1882 bis 1907 hatte er die Position des Clerk of the Privy Council und damit die des höchsten Beamten Kanadas inne.

## Leben
John Joseph McGee war der Halbbruder von Thomas D’Arcy McGee, der als einer der Väter der Konföderation gilt. Auf dessen Wunsch hin war er 1863, nachdem er das St Peter’s College besucht hatte, aus Irland nach Kanada immigriert. Dort studierte er an der McGill University von Montréal. Im Anschluss wurde er von der kanadischen Regierung angestellt, um am Bau der Intercolonial Railroad mitzuwirken. 1879 trat er dann in den Staatsdienst ein und war für das Innenministerium Kanadas (Department of the Interior) tätig.
Nachdem er seit Januar 1880 als Assistant Clerk tätig gewesen war, übernahm er 1882 die Position des Clerk of the Privy Council (dt. in etwa: Regierungsassistent des Kanadischen Kronrats). In dieser Funktion war McGee der höchste Beamte Kanadas, stand dem Privy Council Office vor und fungierte als Assistent des Premierministers. Er hatte diese Position bis 1907 inne und verblieb damit länger im Amt, als jeder Clerk nach oder vor ihm.
1871 heiratete er Elizabeth Crotty, mit der er sechs Söhne und drei Töchter hatte. Zwei seiner Söhne, Frank und James, waren bekannte Eishockeyspieler.